# Финч, Хенейдж, 7-й граф Эйлсфорд
Хенейдж Финч, 7-й граф Эйлсфорд, также известный как Джозеф Хенейдж Финч (англ. Heneage Finch, 7st Earl of Aylesford; 21 февраля 1849 — 13 января 1885) — британский аристократ, член Палаты лордов и друг Эдварда, принца Уэльского (впоследствии короля Эдуарда VII). Финч любил много заниматься на свежем воздухе, и в кругу его общения его прозвали «Спортивным Джо».

## Происхождение и семья

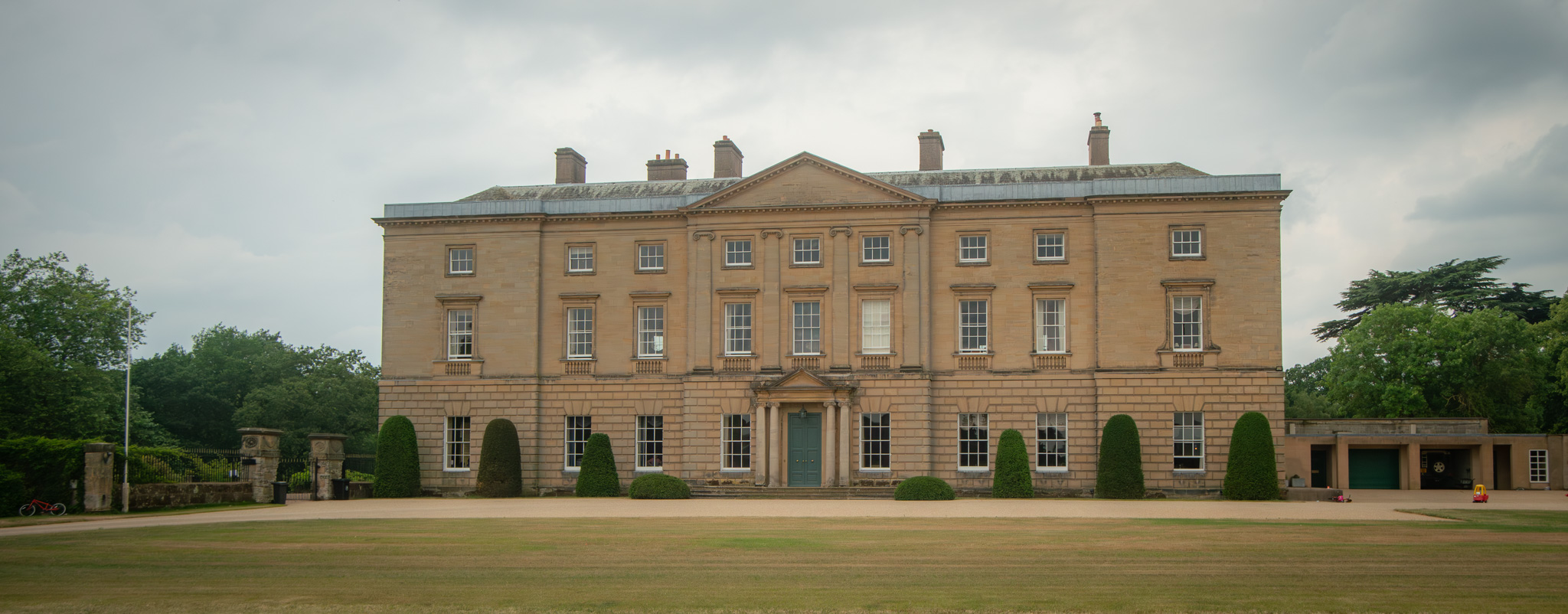
Семейная резиденция графов Эйлсфорд, Пэкингтон-холл в Уорикшире.

Родился 21 февраля 1849 года на Аппер-Брук-стрит, Ганновер-сквер Святого Георгия, Лондон. Старший сын Хенейджа Финча, 6-го графа Эйлсфорда (1824—1871), и Джейн Уайтвик Найтли (1827—1911), дочери Джона Уайтвика Найтли. В юности Хенейдж Финч получил титул барона Гернси, традиционный титул учтивости старшего сына графов Эйлсфорда. Хенейдж Финч получил образование в Итонском колледже (Виндзор, графство Беркшир).
После смерти своего отца 10 января 1871 года Хенейдж Финч унаследовал титул 7-го графа Эйлсфорда и 7-го барона Гернси.
8 января 1871 года он женился на Эдит Пирс Уильямс (1842 — 23 июня 1897), дочери члена Палаты общин Томас Пирса Уильямса (1795—1875), и его жены Эмили (урожденной Бэкон). У супругов было две дочери:
- Леди Хильда Джоанна Гвендолен Финч (25 июля 1872 — 13 августа 1931[6][7]), в 1898 году она вышла замуж за сэра Малкольма Дональда Мюррея[англ.] (ок. 1850—1938)[8][9], от брака с которым у неё был один сын.
- Леди Александра Луиза Минна Финч (9 июля 1875 — 18 июля 1959[10][11]), 1-й муж с 1901 года Филип Сэмюэль Дэнби (ок. 1854—1909)[12], 2-й муж с 1911 года Роберт Эммет (ок. 1872—1933)[13][14].

## «Спортивный Джо»

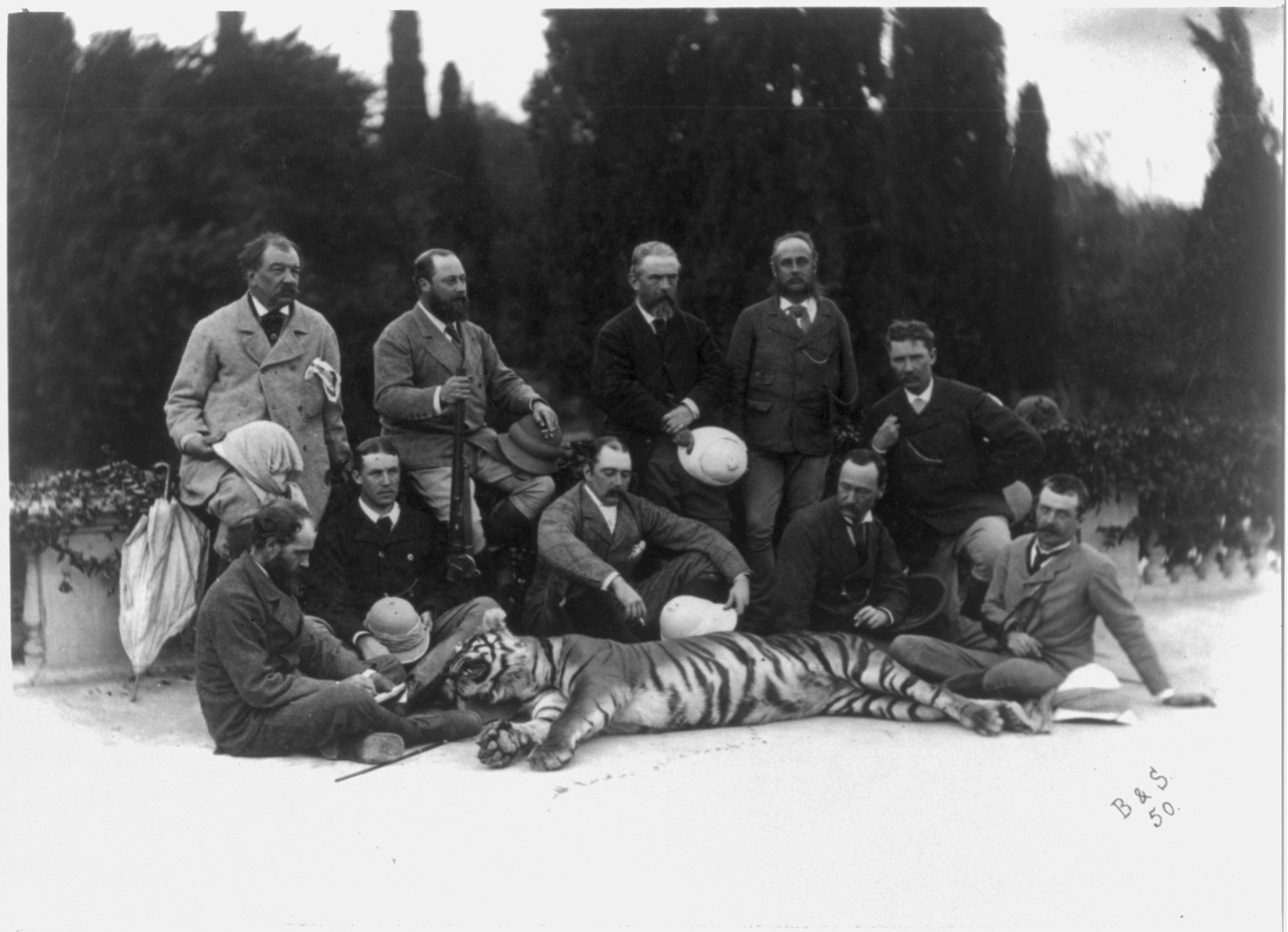
Эдвард, принц Уэльский (задний ряд, второй слева) и его охотничий отряд в Индии в 1875 году, первый тигр убит принцем. Джозеф Хенейдж Финч (7-й граф Эйлсфорд) сидит на земле в центре первого ряда.

Несмотря на свою общественную позицию, Хенейдж Финч не участвовал в политике в какой-либо значительной степени: за 14 лет, в течение которых он был членом Палаты лордов, Хансард не отметил, что Финч участвовал в каких-либо дебатах. Хенейдж Финч был капитаном йоменской кавалерии Уорикшира. Финч также был окружным судьей, но редко председательствовал на рассмотрении дел.
Большая часть участия Финча в общественной жизни включала занятия на свежем воздухе, в том числе охоту на лис в составе гончих Северного Уорикшира и спортивные подвиги, такие как вызов местных торговцев в Уорикшире на участие в скачках, иногда передачу выигрыша на благотворительность: Финч 5 июня 1874 года принял участие в забеге на 100 ярдов против мастера-мясника из Лимингтона, который состоялся в 3 часа ночи на Уорвик-Хай-стрит, призом были две бутылки шампанского. Финч был опытным в боксе, и особенно интересовался скачками и разведением лошадей.
Хенейдж Финч обучался боксу у кулачного бойца. Однажды во время скачек с препятствиями в Пакингтоне банда воров попыталась украсть серебряную посуду предков из палатки Финча, и Финч отбился от них в основном в одиночку.
Хенейдж Финч был избран членом жокей-клуба в 1875 году и иногда ездил на лошадях или спонсировал их под именем «мистер Гиллман». Финч управлял конным заводом с 1871 года, которым руководил капитан Октавиус Мачелл. Многие лошади Финча были проданы на аукционе в 1873 году за меньшую сумму, чем он за них заплатил.

## Шутки и публичные ссоры
В газетах несколько раз сообщалось о Хенейджа Финча из-за его шутливого, а иногда и агрессивного поведения. Примерно в июле 1871 года, вскоре после того, как он сменил своего отца на посту графа, 22-летний Финч был оштрафован магистратами Ричмонда на 40 шиллингов за то, что он бросал муку на людей на улицах Ричмонда. Затем Финч начал бросать муку в жителей Хаммерсмита и был оштрафован ещё на 40 шиллингов.
Сообщалось, что в 1874 году Финч совершил «неосмотрительность» по отношению к чиновникам на железнодорожной станции Лимингтон, и было заявлено, что он заплатил деньги в качестве извинения. Газета Birmingham Daily Post сообщила, что, пока поезд королевы Виктории ждал на станции Лимингтон в среду, 20 мая 1874 года, Финч прибыл со своей местной йоменской ротой, чтобы передать королеве почетный караул. Компания прибыла на станцию Лимингтон около 22:00, и носильщики станции не разрешили Финчу войти из-за стремления королевы к конфиденциальности. Финч спешился с лошади, чтобы попытаться проникнуть, и «завязалась непристойная рукопашная схватка». The Kenilworth Advertiser сообщила, что один свидетель утверждал, что видел члена Yeomanry с обнаженным мечом, угрожавшего зарезать носильщика на станции, хотя репортер Advertiser надеялся, что это преувеличение.
В январе 1879 года Финч предстал перед полицейским судом на Боу-стрит по обвинению в нападении на двух чиновников в Королевском итальянском оперном театре Ковент-Гарден, когда чиновники не пустили его в ложу без билета. Хенейдж Финч был оштрафован на 5 фунтов стерлингов за нападение на каждого мужчину (всего 10 фунтов стерлингов).
В июне 1879 года Хенейдж Финч был вызван в полицейский суд в Аскот-Хит за «шутливую попытку» ударить полицейского по шлему из его кареты на выезде с Аскот-Рейс: Финч промахнулся и ударил офицера по щеке. Поскольку Финч не собирался причинять вред, повестка была отозвана.

## Финансовые проблемы
Хенейдж Финч был известен на протяжении всей своей жизни своей личной щедростью, но это сочеталось с юношеской «глупостью и расточительностью», и у него накопился значительный долг в счет будущих доходов от поместий своей семьи, прежде чем он достиг совершеннолетия. В 1873 году Финч обратился в суд лорда-канцлера за юридической помощью по поводу невыгодного кредитного соглашения, которое он заключил до достижения 21 года с ростовщиком по имени Моррис: Финч взял взаймы 8000 фунтов стерлингов, частично для погашения фунта стерлингов. Долг в 4000 долларов, который он был должен адвокату, господину Грэму. Впоследствии долг Финча увеличился до 11 000 фунтов стерлингов. Финч скрыл свои долговые проблемы от отца из-за неизлечимой болезни отца, и он обнаружил, что не может давать никаких дальнейших обещаний в отношении будущих доходов от семейного поместья, не предупредив семейного адвоката, у которого были документы, подтверждающие право собственности. Суд постановил, что Финч по-прежнему должен погасить долг, но по процентной ставке 4 %, а не по предыдущей процентной ставке Морриса в 60 %.
К 1884 году газета Liverpool Mercury сообщила, что Финч одно время имел репутацию «величайшего расточителя в Европе». Другая газета отметила, что семейные поместья Эйлсфордов приносили около 30 000 фунтов стерлингов в год, когда их унаследовал Финч, но к моменту эмиграции в США он находился в тяжелом финансовом положении.

## Дружба с Эдвардом, принцем Уэльским, и тур по Индии

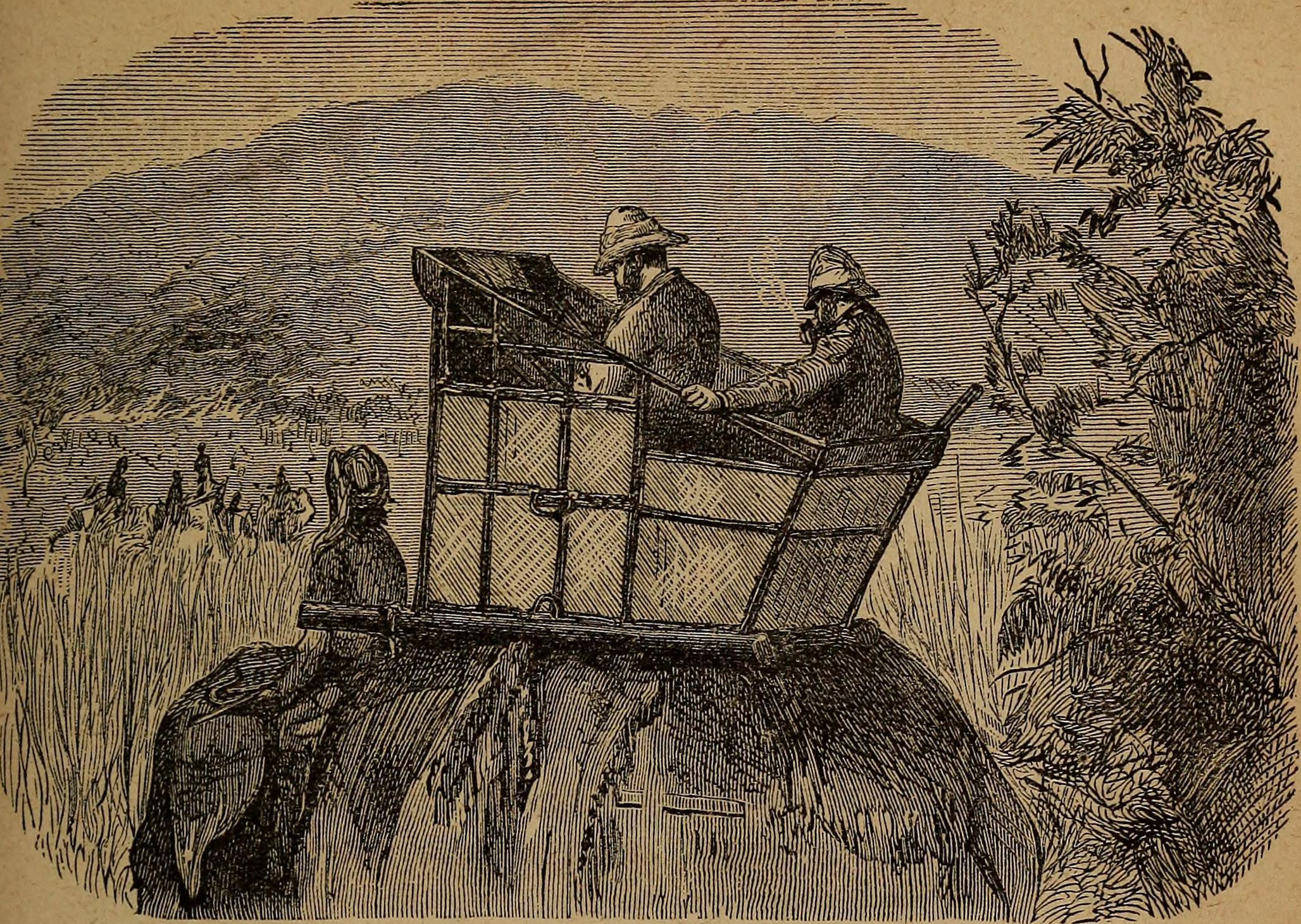
Принц Уэльский во время своего тура по Индии

Хенейдж Финч был представлен своим отцом Эдварду, принцу Уэльскому на приеме во дворце Сент-Джеймс 19 июня 1869 года. В 1874 году Эдвард, принц Уэльский и принцесса Александра посетили Пакингтон-холл и были щедро развлекались. Финч, возможно, занял много денег, чтобы профинансировать свое гостеприимство для членов королевской семьи, и один более поздний комментатор заметил, что «после торжеств лорд Эйлсфорд был просто сломлен».
Финч был выбран для сопровождения принца Эдварда во время визита в Индию в 1875—1876 годах, и в современной публикации сэра Уильяма Говарда Рассела он был указан в качестве конюшего принца. Принц Эдвард регулярно охотился, пока был в Индии, и Рассел подразумевал, что присутствие Финча и Чарльза Винн-Кэрингтонов, как компетентных охотников, добавило бы Эдварду определённую степень защиты: «к предвкушению подобного удовольствия от охоты Лорд Эйлсфорд и лорд Карингтон добавили задачу, навязанную их личной привязанностью, которая, к счастью, не нуждалась в её выполнении».

## Скандал в Эйлсфорде

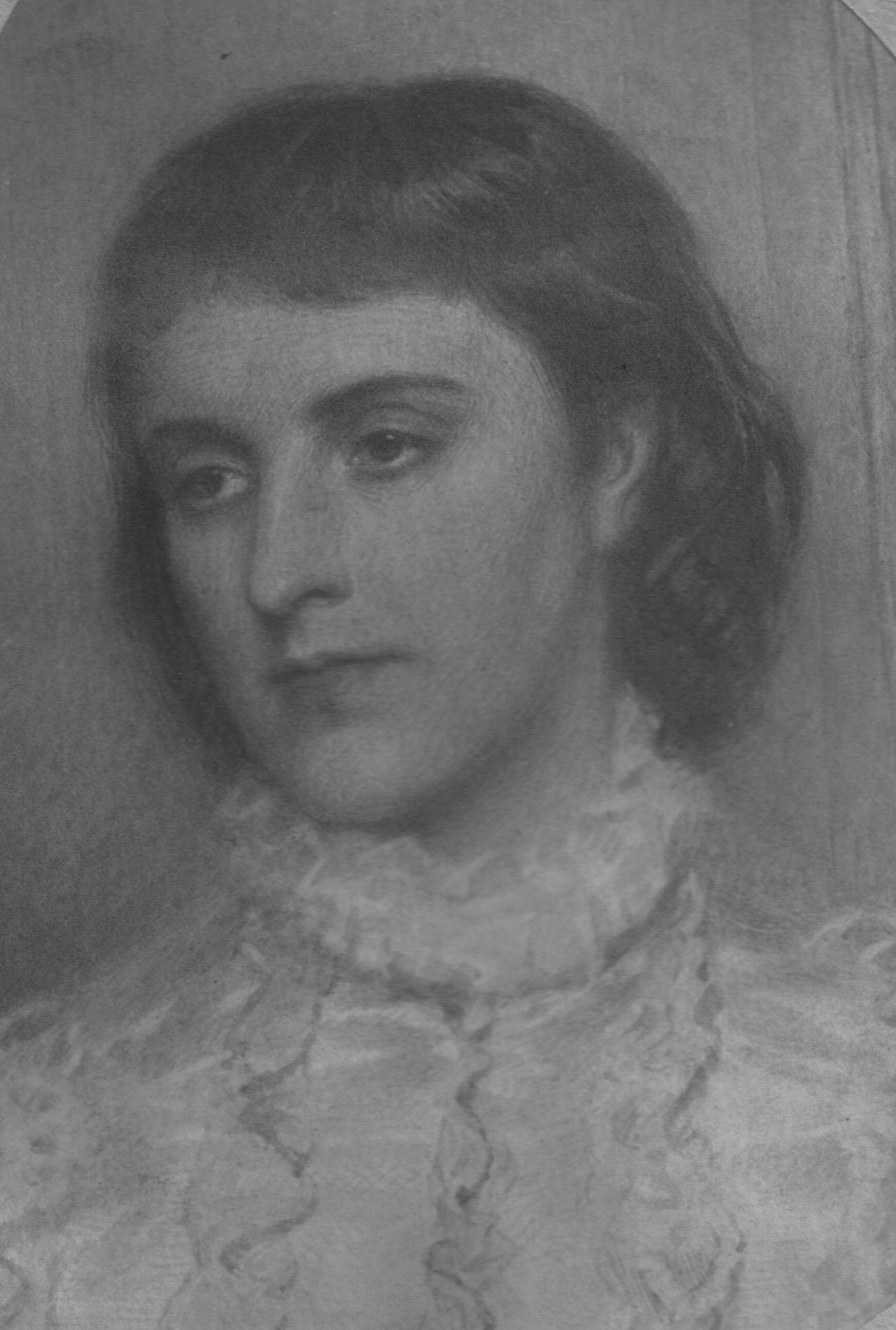
Эдит Пирс Уильямс, позже графиня Эйлсфорд

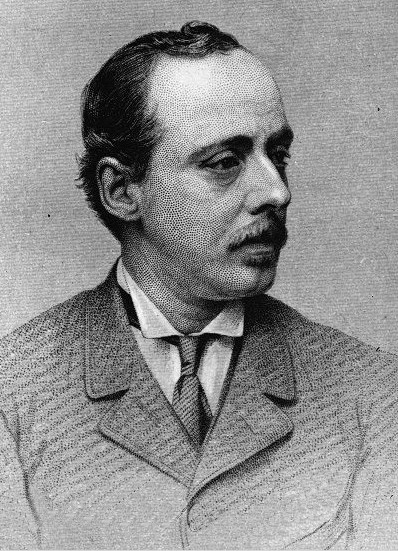
Джордж Чарльз Спенсер-Черчилль, маркиз Бландфорд, 1876 год.

Пока он был в Индии, жена Финча Эдит написала ему письмо, в котором сообщила, что она ушла из дома и намерена развестись с ним, чтобы выйти замуж за Джорджа Спенсера-Черчилля, маркиза Блэндфорда (1844—1892), который также уже был женатый. Финч телеграфировал своей матери Джейн, вдовствующей графине Эйлсфорд, чтобы она забрала его дочерей из-под опеки Эдит: «отправьте за детьми и оставьте их до моего возвращения: случилось большое несчастье». Финч покинул королевский тур и вернулся в Великобританию.
Вдовствующая графиня не хотела отнимать внуков у матери, пока не узнала всю правду о ситуации, по позднее взяла Хильду и Александру жить к себе, и им больше не разрешили увидеть Эдит. В 1885 году Джейн сказала: «С тех пор они никогда не видели свою мать и не знают, что она жива». Эдит обратилась в канцелярию с просьбой получить доступ к своим дочерям, но получила отказ.
Хенейдж Финч обратился в секцию по разводам Высокого суда, чтобы добиться развода с Эдит на основании супружеской измены, но представители Эдит утверждали, что сам Финч также совершил прелюбодеяние, и команда, включающая генерального прокурора Джона Холкера, вмешалась от имени королевского прокурора, чтобы подробно описать противоположный случай. Хенейдж Финч совершил прелюбодеяние с замужней женщиной по имени миссис Дилк (семья Дилк была ближайшими соседями Финча в замке Макссток в Уорикшире), и бедствие ситуации способствовало депрессивному заболеванию её мужа мистера Дилка, невоздержание и самоубийство. Финча также обвинили в том, что он нарушил свои брачные клятвы в начале своего брака с Эдит, отправившись в Альгамбру или Креморн-Гарденс и «ужиная там со свободными женщинами или вступая с ними в вульгарные любовные отношения».
Сын, родившийся у Эдит в Париже, был зарегистрирован французскими властями как Ги Бертран от неназванных родителей. Гай Бертран (4 ноября 1881 — 31 марта 1950) был крещен 29 июня 1883 году в Лондоне как Гай Бертрам Финч. На основании различных показаний свидетелей предполагалось, что Гай является сыном маркиза Блэндфорда, и Палата лордов отказала Гаю Бертрану в наследовании титула графа Эйлсфорда.
Джордж Спенсер-Черчилль и его первая жена, леди Альберта Фрэнсис Энн Гамильтон (1847—1932), развелись в 1883 году, вскоре после того, как Джордж стал герцогом Мальборо, но, будучи одиноким, Джордж не женился на Эдит — вместо этого он женился на Джейн Лилиан Уоррен Прайс (1854—1909), вдове Луи Хаммерсли из Нью-Йорка, и она стала графиней Мальборо . Эдит призналась своей няне миссис Бриттен, что у неё возникли физические трудности из-за «таинственной боли» после рождения Гая Бертрана. Эдит осталась одинокой, позже жила в поместье под названием Ханис недалеко от Уолтем-Сент-Лоуренс, и умерла на Уэлбек-стрит в Лондоне 24 июня 1897 года после непродолжительной болезни.

## Новая карьера графа в США
После того, как Финч и Эдит расстались, он начал новую жизнь в США в качестве владельца ранчо в Техасе. Хенейдж Финч приобрел землю и долю в скотоводстве за 75 000 долларов в Уайлд-Хорс-Крик, примерно в десяти милях от города Биг-Спринг . Первоначально Финч отправился в Техас со своими братьями Дэниелом и Клементом, и хотя Клемент довольно быстро вернулся в Англию, Дэниел остался, чтобы помочь Финчу в его новом начинании.
Финч и Дэниел были описаны как популярные среди местных ковбоев, несмотря на некоторые первоначальные поддразнивания: Финча прозвали «Судья», а Дэниела — «Малыш». Финча описывали как человека, которого в Техасе в целом любили. Газеты с рассказами о графине Эдит и её сыне Ги Бертране к апрелю 1884 года дошли до Биг-Спринг, но Финч их не читал. Финч избежал неприятностей, хотя однажды он попытался вмешаться в драку в баре и получил удар бутылкой по голове, который сбил его с ног.
В 1883 году Финч построил мясной рынок в Биг-Спринг, который стал первым постоянным каменным зданием в городе. Здание сохранилось как минимум до 2018 года как парикмахерская «Одинокая звезда» с более поздним кирпичным фасадом на Саут-Мейн-стрит, и ему была вручена памятная доска от Исторической комиссии округа Ховард. На мемориальной доске подробно рассказывается, что Финча запомнили тем, что он очень внимательно относился к приготовлению своего мяса, путешествовал со своим личным мясником по имени Фон Пауссен и был большим поклонником баранины.
В апреле 1884 года ранчо Финча в Биг-Спринг сгорело дотла в результате пожара, который начался из-за того, что слуга неправильно обращался с керосином. На следующий день Финч поехал в город Биг-Спринг и получил разрешение занять пустующую собственность, принадлежащую его соседу-датчанину, до тех пор, пока для него не построят новую хижину. Неназванный владелец соседнего ранчо, сочувствуя англичанам, помог восстановить их дом. Позже Финч купил отель Cosmopolitan и жил в нём.

## Смерть и преемственность

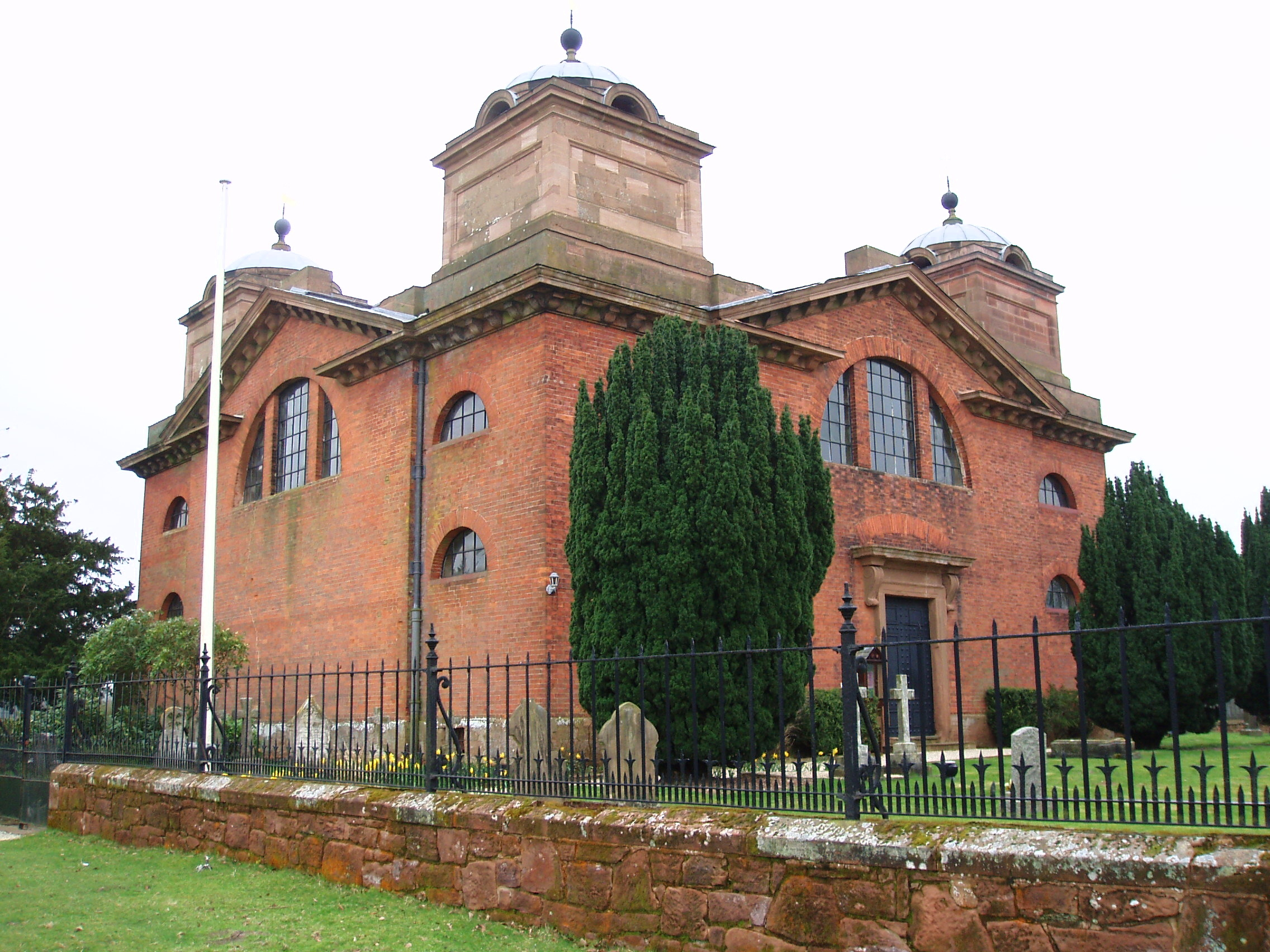
Церковь Святого Джеймса, Грейт-Пэкингтон, семейная часовня графов Эйлсфордов и место захоронения Джозефа Хениджа Финча.

В последний год своей жизни Хенейдж Финч становился все хуже и хуже, и его описывали как человека в возрасте 50 лет, а не 35.
Хенейдж Финч скончался на своем ранчо в Биг-Спринг 13 января 1885 года. Он умер от воспаления кишечника, перитонита или последствия сильной простуды. Финч оформил страховой полис на сумму 80 000 фунтов стерлингов на свою жизнь, и в Америке распространился слух, что он, возможно, инсценировал свою смерть — однако мать Финча и его личный врач опознали забальзамированное тело Финча, когда его доставили обратно в Англию и подтвердили, что покойным действительно был Хенейдж Финч.
Тело Финча было доставлено обратно в Великобританию на пароходе SS Britannic компании White Star Line и встречено в Ливерпуле двумя его братьями, которые сопровождали гроб своего брата обратно в Грейт-Пэкингтон по железной дороге. Похороны Хенейджа Финча состоялись 3 февраля 1885 года. Похоронный кортеж Финча возглавляли 200 арендаторов его поместья, и он был похоронен на частной церемонии, на которой присутствовала его семья, в церкви Святого Джеймса в Грейт-Пэкингтоне. Принц Уэльский направил на похороны своего представителя.
Младший брат Хенейджа Финча Чарльз Уайтвик Финч унаследовал титул 8-го графа Эйлсфорда.